# Wielki Opalony Wierch
Wielki Opalony Wierch – reglowy szczyt w północnej grani Siwego Zwornika w polskich Tatrach Zachodnich. Znajduje się w długim grzbiecie odchodzącym od Kominiarskiego Wierchu poprzez Kufę na północny wschód. Od znajdującego się poniżej w tym grzbiecie Małego Opalonego Wierchu (1445 m) oddziela go Niżnie Dudowe Siodło (ok. 1430 m), od znajdującego się wyżej Wierchu Świerkule przełęcz Wyżnie Dudowe Siodło (ok. 1460 m). Zachodnie stoki Wielkiego Opalonego Wierchu opadają do górnej części Doliny Dudowej, wschodnie do górnej części Doliny Lejowej (do Tylkowego Żlebu).
W zboczach Wielkiego Opalonego Wierchu znajdują się jaskinie: Schron w Opalonym Pierwszy, Schron w Opalonym Drugi. Jest porośnięty lasem, ale są w nim jeszcze niewielkie trawiaste obszary. To zarastające stopniowo lasem pozostałości dawnej Hali Kominy Tylkowe.

## Przypisy

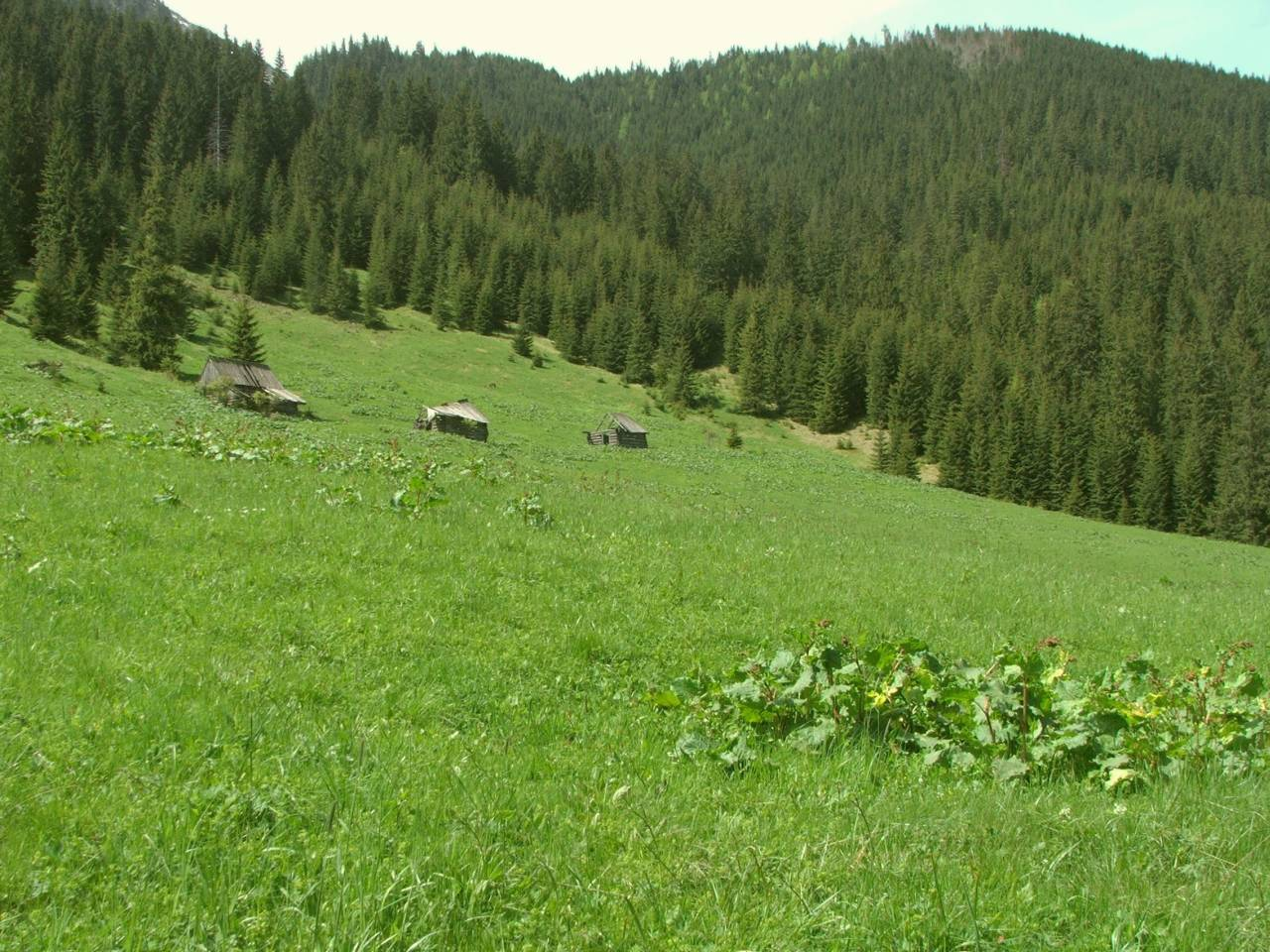
Niżnia Polana Kominiarska i Wielki Opalony Wierch